# Comuna de Gostynin
Gostynin (polaco: Gmina Gostynin) é uma gminy (comuna) na Polónia, na voivodia de Mazóvia e no condado de Gostyniński. A sede do condado é a cidade de Gostynin.
De acordo com os censos de 2004, a comuna tem 11 982 habitantes, com uma densidade 44,3 hab/km².

## Área
Estende-se por uma área de 270,69 km², incluindo:
- área agrícola: 62%
- área florestal: 28%

## Demografia
Dados de 30 de Junho 2004:
|                      | Total   | Total | Mulheres | Mulheres | Homens  | Homens |
| -------------------- | ------- | ----- | -------- | -------- | ------- | ------ |
|                      | pessoas | %     | pessoas  | %        | pessoas | %      |
| População            | 11 982  | 100   | 6042     | 50,4     | 5940    | 49,6   |
| Densidade (pop./km²) | 44,3    | 100   | 22,3     | 22,3     | 21,9    | 21,9   |

De acordo com dados de 2002, o rendimento médio per capita ascendia a 1095,93 zł.

## Subdivisões
- Anielin, Baby Dolne-Rybne, Baby Górne-Zieleniec,  Belno-Pomorzanki, Białe-Antoninów, Białotarsk, Bierzewice, Bielawy, Bolesławów, Budy Kozickie, Choinek, Dąbrówka, Emilianów, Feliksów, Gaśno, Gorzewo-Marianów Lucieński, Górki Drugie, Gulewo, Halinów, Helenów, Nowa Huta-Zuzinów, Jaworek, Józefków,  Kazimierzów, Kiełpieniec, Klusek, Kozice, Krzywie, Legarda, Leśniewice-Lisica, Lucień, Łokietnica, Marianka-Górki Pierwsze, Marianów Sierakowski, Miałkówek-Budy Lucieńskie, Mysłownia Nowa, Nagodów-Rumunki, Niecki, Nowa Jastrzębia, Nowa Wieś, Osiny, Podgórze, Rębów, Rogożewek, Sałki-Lipa-Ruszków, Sieraków, Sierakówek, Skrzany, Sokołów, Solec-Wrząca, Stanisławów Skrzański, Stefanów, Strzałki-Osada, Nowy Zaborów-Huta Zaborowska, Stary Zaborów-Stanisławów, Zwoleń.

## Comunas vizinhas
- Baruchowo, Gostynin, Lubień Kujawski, Łanięta, Łąck, Nowy Duninów, Strzelce, Szczawin Kościelny